# Tury Sándor
Tury Sándor, névváltozatai: Túry; Túri (Makó, 1856. március 1. – Budapest, Józsefváros, 1941. július 27.) a magyar kúria tanácselnöke, a Magyar Érdemrend csillagos középkeresztjének tulajdonosa.

## Életpályája
Szülei Túri Sámuel szabó és Szöllősi Borbála voltak. Vidéken volt ügyvéd, majd bíró. 1907-ben kúriai bíró lett. 1918–1926 között kúriai tanácselnökként dolgozott.
Kereskedelmi és hiteljogi tanácsot vezetett, részt vett a Dárday-féle Igazságügyi Törvénytár szerkesztésében (hitel-, kereskedelmi és ipartörvények), valamint több döntvénytár szerkesztésében.
Temetése a Fiumei úti sírkertben volt.

## Családja
Házastársa Némethy Kornélia volt, Némethy György és Eötvös Borbála lánya.
Gyermekei:
- Tury György (1889–?) miniszteri tanácsos. Pettykó Anna Mária (1896–?).
- Tury Lajos
- Tury Sándor Kornél (1892–1971) jogtudós, egyetemi tanár. Felesége Bender Anna (1907–1953).
- Tury Pál (1894–1975)
- Tury Borbála Anna Mária (1894–1965)

## Művei
- A magyar szabadalmi jog kézikönyve (Budapest, 1911)